# لکه پوستی
لکهٔ پوستی یا ماکول (به فرانسوی و انگلیسی: macule)، بخش کوچک مسطح تغییررنگ‌یافته یا کلفت‌شده‌ای از پوست که ناحیه‌ای متمایز از پوستِ بهنجارِ پیرامون خود است.
در برخی منابع تأکید شده‌است که لکه‌های پوستی هم‌سطحِ پوست‌اند و قطری کمتر از یک (یا نیم) سانتی‌متر دارند. ضایعات بزرگ‌تر را کَژنه patch می‌نامند.
این ضایعه در بیماری‌های پوستی مختلف، نواحی مختلف پوست و با رنگ‌های متفاوت دیده می‌شود؛ مانند کک و مک، ارغوانی‌شدگی (پورپورا)، لک و پیس (ملاسما)، پیسی (بَرَص) و کهیر.